# Юха Маннеркорпі
Ю́ха То́ймі Та́пані Ма́ннерко́рпі (Juha Toimi Tapani Mannerkorpi; *28 червня 1915, Ештабула, Огайо, США — 15 вересня 1980, Гельсінкі, Фінляндія)  — фінський письменник, поет, драматург і перекладач; нагороджений медаллю Pro Finlandia (1958, премією Ейно Лейно (1961) та відзнакою Алексіса Ківі (1962).

## З життєпису
Батьками Юхи Маннеркорпі були вікарій Калле Хейккі Маннеркорпі та Таймі Лах'я Тапанінен. 
У 1936 році він вступив до Гельсінського університету, а 1945 — отримав ступінь бакалавра філософії.
Був одружений у період від 1943 до 1963 року на Анні Матильді Хуусконен (Anni Matilda Huuskosen, пом. 1963), магістр філософії, а від 1966 року — на Ліні Майятта Говіла (Leena Maijatta Hovila), бакалавр філософії. 
Його син від першого шлюбу Юкка Маннеркорпі (1944–2012) — як і батько, перекладач з французької.
Юха Маннеркорпі помер у Гельсінках у вересні 1980 року. Похований на кладовищі Хонканумме. 

## З доробку
Літературний спадок Юхи Маннеркорпі включає поезію, оповідання, романи, п'єси, радіоп'єси та щоденники. Він перекладав фінською мовою твори Жана-Поля Сартра, Альбера Камю та Семюеля Беккета. 
З поезії його найвідомішим твором, напевно, є «Пішов сіяч сіяти» (Kylväjä lähti kylvämään, 1954).
Найбільше ж автор відомий своїм прозовим доробком. З-під його пера вийшли 2 популярні збірки оповідань і новел «Так і так» (Niin ja toisin, 1950) і «Коло» (Sirkkeli, 1956).
Програмною є новела-монолог «Ключ» (Avain, 1955), яку автор сам назвав «монологом уявного серця», що є описом життєвої ситуації самотньої людини, де поєднуються як трагічні, так і гумористичні (переважно чорний гумор) елементи. 
Крім новел Ю. Маннеркорпі також написав декілька повістей, зокрема «Човен відпливає» (Vene lähdössä, 1961): історія, як запускали химерний човниковий мотор.
За текстами Маннеркорпі Калеві Ахо написав оперу-монолог «Ключ» (Avain, 1977–1978, перша постановка 1979) та оперу «Перш ніж ми всі потонемо» (Ennen kuin me kaikki olemme hukkuneet, 1995/99, перша постановка 2001).

### Нагороди
- Pro Finlandia (1958)
- Нагорода Спілки письменників Фінляндії (1958)
- Премія Ейно Лейно (1961)
- Премія Алексіса Ківі (1962)
- Премія Мікаеля Агріколи (1963)
- Державна премія з літератури (1971)[4]